# هراکلس (بازیکن فوتبال)
هراکلس (انگلیسی: Héracles؛ زادهٔ ۱۸ سپتامبر ۱۹۹۲) بازیکن فوتبال اهل برزیل است.
از باشگاه‌هایی که در آن بازی کرده‌است می‌توان به باشگاه فوتبال اتلتیکو پارانائنزه اشاره کرد.